# 高莞镇
高莞镇是中国广东省河源市连平县下辖的一个镇，位于连平县东南部，1979年设立。辖区总面积62.5平方公里，下辖10个村，总人口2.47万人。北邻高莞镇，东与三角镇相连，南与东源县顺天镇相接，西边是油溪镇。

## 行政区划
高莞镇下辖以下村级行政区划单位
二联村、徐村、丁村、高村、太平村、中平村、高陂村、河西村、西南村和右坑村。